# Ngo Dinh Diem
Gre za vietnamsko ime; priimek te osebe je Ngô, po vietnamskih običajih pa se jo naziva z osebnim imenom Diệm.
Ngô Đình Diệm, vietnamski politik, * 3. januar 1901, † 2. november 1963. Diem je bil prvi predsednik Južnega Vietnama (1955–1963).
1. 1 2  Encyclopædia Britannica
2. 1 2  SNAC — 2010.